# Gaku Nawata
Gaku Nawata (japanisch 名和田 我空 Nawata Gaku; * 29. Juli 2006 in der Präfektur Kagoshima) ist ein japanischer Fußballspieler.

## Karriere

### Verein
Gaku Nawata erlernte das Fußballspielen in der Schulmannschaft der Kamimura Gakuen High School. Seinen ersten Profivertrag unterschrieb er am 1. Februar 2025 bei Gamba Osaka. Der Verein aus Suita spielt in der ersten japanischen Liga, der J1 League. Sein Erstligadebüt gab er am 14. Februar 2025 (1. Spieltag) im Heimspiel gegen Cerezo Osaka. Bei der 2:5-Heimniederlage stand er in der Startelf und wurde in der 65. Minute gegen Shū Kurata ausgewechselt.

### Nationalmannschaft
Gaku Nawata nahm 2023 mit der japanischen U17-Nationalmannschaft an der U17-Asienmeisterschaft. Hier erreichte er mit Team das Finale. Das Endspiel gegen Südkore gewann man mit 3:0. In dem Spiel erzielte er die Treffer zum 1:0 und 2:0. Im gleichen Jahr nahm er mit der U17 an der U17-Weltmeisterschaft in Indonesien teil. Hier erreichte man das Achtelfinals und schied gegen Spanien aus.

## Erfolge

### Nationalmannschaft
Japan U17
- U17-Asienmeisterschaft: 2023